# Gharana
Gharana ist eine Ausbildungseinrichtung und ein Netzwerk von Musikern der klassischen nordindischen Musik, die als Anhänger eines bestimmten musikalischen Stils und häufig auch durch Verwandtschaft miteinander verbunden sind. Indische Tanzstile werden ebenfalls Gharanas zugeordnet. Jede Gharana wurde von einem Meister gegründet und grenzt sich in ihrem theoretischen Konzept, in der Unterrichtsmethode, die innerhalb des engen Lehrer-Schüler-Verhältnisses angewandt wird, und der Aufführungspraxis von den übrigen ab. Gharanas werden meist nach ihrem Ursprungsort benannt und als Gesangs-Gharana, nach dem hauptsächlich unterrichteten Musikinstrument oder dem dort gepflegten Tanzstil eingeteilt.

## Konzept
Das Wort gharana stammt von Sanskrit griha und Hindi ghar und bedeutet „Familie“ oder „Haus“. Die religiös-kulturelle Grundlage der gesellschaftlichen Gharana-Organisationsstrukturen ist die Lehrbeziehung zwischen dem Guru und seinem Schüler, guru-shishya parampara, die auf einem gegenseitigen Übertragungsverhältnis basiert. Der Lehrer vermittelt dem Schüler musikalisches Wissen und erwartet dafür vom Schüler Hingabe und lebenslange Dankbarkeit. In einer Einweihungszeremonie (ganda bandhan) wird der Neuling, der als Zeichen einen Faden um das Handgelenk (nada bandh) erhält, in den Rang eines vertrauten Schülers erhoben. Es entwickelt sich ein väterliches Verhältnis des Lehrers zu seinen Schülern, auch wenn sie nicht zur eigenen Familie gehören. Einem Musik-Guru wird nicht nur von seinen Schülern, sondern auch von dessen Eltern und sonstigen Verwandten Respekt bezeugt.
Da bis zum 19. Jahrhundert die Musik nur ansatzweise und als Gedächtnisstütze notiert werden konnte, war diese enge Lehrer-Schüler-Bindung entscheidend für die mündliche Überlieferung der Kompositionen und Spielweisen. Die Unterrichtsmethode basiert nicht auf theoretischem Verständnis, sondern ist auf Nachahmung und ständige Wiederholung ausgerichtet: Der Schüler sitzt lange Zeit nur vor dem Lehrer und beobachtet. Diese Lernphase kann Jahre und Jahrzehnte dauern. Solange dieser Übertragungsweg beibehalten wird, können die Ausdrucksformen der zahlreichen Raga-Kompositionen bestimmten Gharanas und damit einzelnen Musikern zugeordnet werden.
Die Musiker vermitteln den Eindruck, als wären ihre Gharanas sehr alt. Für das Ansehen einer Gharana ist es von Bedeutung, dass sie zu einem möglichst frühen berühmten Meister zurückverfolgt werden kann, idealerweise bis zu Amir Chosrau Anfang des 14. Jahrhunderts oder zu Tansen (1506–1589). Die Vorstellung einer so weit zurückreichenden musikalischen Kette weist Parallelen auf zur Abstammungslinie Silsila, mit der sich Sufi-Orden religiös begründen. Der Begriff Silsila wird im Fall der indischen Musik speziell für die Übertragungslinie der Lehrtradition verwendet; im Unterschied zum breiter verstandenen Gharana, das Blutsverwandtschaft, Tradition und Stil umfasst. Normalerweise wird von einer Gharana erst nach einer Kontinuität von zwei bis drei Generationen seit ihrer Gründung gesprochen. Der Gründer sollte einen eigenständigen Beitrag zur hindustanischen (klassisch nordindischen) Musik geleistet haben, also eine Neuerung eingeführt haben, die zu seiner Zeit vermutlich als musikalische Rebellion gegolten hat. Als Mindestanforderung muss ein Kreis von Schülern hinzu kommen, wodurch eine soziale Organisation entsteht, und ein eigener Musikstil, der für ein kulturelles Zentrum sorgt. Es gibt bei Gharanas keine Verwaltungsstrukturen, keinen Campus und keine Unterrichtssemester.
Jede Gharana verfügt über einen Kern bekannter Musiker, die sich selbst als dazugehörig erklären und von anderen entsprechend eingeschätzt werden. Um diese Musiker scharen sich Schüler und später deren Schüler. Weiterhin gibt es Musiker, die sich als Vertreter einer Gharana erklären, ohne je dort Unterricht gehabt zu haben, weil sie den Musikstil imitieren. Andere Musiker wollen nicht zu der Gharana gehören, bei der sie gelernt haben. So sang der Khyal-Sänger Bhimsen Joshi (1922–2011) viele Kompositionen der Gwalior-Gharana, bei der er seine erste Ausbildung erhalten hatte, obwohl er Mitglied der Kirana-Gharana ist. Neue Gharanas sind durch Abspaltungen entstanden. Berühmte Musiker werden von Gharanas vereinnahmt, obwohl sie einen anderen Stil pflegten.
Inwiefern eine Gharana legitimerweise ein bestimmtes musikalisches Erbe tradiert oder ihr rechtmäßig eine herausragende Stellung in der Musikwelt zukommt, hängt abgesehen von der Ahnenreihe von unverwechselbaren, charakteristischen Gesangstechniken, Spielweisen und Kompositionsformen ab und ist in Fachkreisen Diskussionsthema.

## Zur Geschichte
Die Einteilung der nordindischen Musik in Stilrichtungen, die von verschiedenen Gharanas repräsentiert werden, ist vermutlich nicht vor dem 18. Jahrhundert entstanden. Musikerfamilien haben in Indien eine alte Tradition, das heutige Konzept der Gharanas stammt vom Ende des 19. Jahrhunderts.
Die Herausbildung unterscheidbarer Musikstile reicht weiter zurück. Musiker von Dhrupad-Schulen lassen sich verschiedenen Banis zuordnen. Bani (abgeleitet von Sanskrit vani, „Stimme“) bezeichnet einen bestimmten Gesangsstil oder Kompositionsformen. Ab der Zeit von Tansen am Hof Kaiser Akbars werden vier Banis namentlich genannt: Dagar, Khandar, Nauhar und Gauri, deren Ursprünge möglicherweise noch älter sind, die aber nicht vor dem 19. Jahrhundert als abgegrenzte Stilkonzepte greifbar werden. Das Verhältnis von einer Dhrupad-Gharana zu einer der vier Banis ist nicht ganz eindeutig, einzelne Musiker einer Gharana können den Stil von zwei der Banis pflegen. Der entsprechende Gesangsstil, den Musiker von Khyal-Gharanas pflegen, wird Gayaki genannt. Hier besteht ein direktes Verhältnis zwischen der Gharana und ihrem zugehörenden Stil.
Mit der Entwicklung des Khyal-Stils während der Mogulzeit entstanden an den Herrscherhäusern Schulen des neuen Stils, die aber mit den älteren Dhrupad-Schulen verbunden waren. Die Musiker waren an die Herrscher gebunden und wurden von ihnen finanziert, wobei alte berühmte Musiker großen Einfluss auf ihre Patrons ausüben konnten. Nach dem Zerfall der Mogulherrschaft gruppierten sich die Musikerfamilien an den Zentren lokaler Fürstentümer.
Die Gharanas bildeten geschlossene Gruppen aus Familienmitgliedern, die ihren eigenen Musikstil vor Weitergabe an andere schützten. Sie waren im Wettbewerb mit den anderen Musikerfamilien, Einkommensquelle und Handelsware war ihre Musik. Daher wurden die Besonderheiten des eigenen Stils betont und es wurde vermieden, diesen Stil an Fremde zu lehren. Bis auf zwei Ausnahmen, die Benares Gharana von Tablaspielern und die Bishnupur-Gharana von Dhrupadsängern, wurden alle Gharanas von Muslims gegründet und die Mehrheit der Musiker waren ebenfalls Muslims. Bei den beiden Ausnahmefällen lernten die Hindu-Gründer ihre Kunst von Muslim-Ustads. Da die Muslimherrscher kaum Hindus beschäftigten, konvertierten viele Hindu-Musiker zum Islam. Die Verteidigung des Musikeigentums lag daher bei den Muslimfamilien und schürte den Konflikt mit Hindus, die nicht zum blutsverwandten Musikerkreis der Gharanas gehörten.

### Niedergang der Gharanas
Dieses System abgeschlossener Zirkel war zu einer Zeit aufrechtzuerhalten, als Verkehrsverbindungen schlecht und heutige Kommunikationsmethoden unbekannt waren. Die Identität einer Gharana lässt sich nur pflegen, wenn deren über lange Zeit gewachsenes Konzept von einem Lehrer vermittelt wird, der einen starken Eindruck auf seinen Schüler macht und der Schüler über lange Zeit einen Unterricht mit wenig anderen Einflüssen erhält.
Als einer der ersten kritisierte Bhaskar Rao Bakhle (1869–1922), Khyal-Sänger der Agra-Gharana, das Konzept der Gharanas. Sein Schüler Dilip Chandra Vedi (1901–1992), Sänger und Musiklehrer, lehnte die Gharanas vollständig ab. Der Musikwissenschaftler Vishnu Narayan Bhatkhande (1860–1936) kritisierte heftig die mangelnde theoretische Kenntnis der Musiker und das gesamte, nur auf praktische Nachahmung ausgerichtete Ausbildungssystem. An den ab Ende des 19. Jahrhunderts von Bhatkhande und anderen Reformern gegründeten Musikschulen wurde das Prinzip des zu lernenden Ragas zunächst theoretisch erarbeitet, war Unterricht bei mehreren Lehrern möglich und der Wechsel zwischen den Lehrern wurde Teil der Ausbildung. Die einfache Formel, dass Musik durch Verwandtschaft, Macht oder Sex erlernt werden konnte, also innerhalb der Gharanas, durch Empfehlungen von den Herrscherhäusern oder durch den Einfluss, den Kurtisanen ebendort mit ihrem Charme ausübten, wurde durch erstmals öffentlich zugängliche Schulen demokratisch aufgelöst. Zugleich ebnete sich die gesellschaftliche Hierarchie zwischen den hochstehenden Dhrupad-Musikern und der wenig geachteten Musik der Kurtisanen-Sängerinnen am Hof und ihren begleitenden Sarangi-Spielern.
Das System des Wettbewerbs und der Abschottung gegeneinander gilt allgemein als nicht mehr wünschenswert. Musiker geben an, Einflüsse von mehreren Gharanas erhalten zu haben und nur noch wenige folgen ausschließlich einem bestimmten Gharanastil. Gharanas als Organisationsform des besonderen Lehrer-Schüler-Verhältnisses haben dazu beigetragen, dass die Kompositionen der Ragas zusammen mit ihrer Bedeutung über die Jahrhunderte weitergegeben wurden und der erlaubte Grad an musikalischer Freiheit zu einer kontinuierlichen Entwicklung führte.

## Einzelne Gharanas
Die grundlegende Einteilung erfolgt in vokale und instrumentale Gharanas – von denen es Gharanas für Melodieinstrumente und für die Tabla gibt – und in Tanzschulen. Eine andere Einteilung kann zwischen den älteren Dhrupad-Schulen, den Khyal-Gharanas und dem leichten Stil der Thumri-Gharanas erfolgen.

### Vokale Gharanas
Gwalior-Gharana
Die Gwalior-Gharana wird gewöhnlich als älteste vokale Gharana angesehen. Gwalior, Geburtsort und Grabstätte des berühmten Hofmusikers Tansen, hat eine lange Tradition der Musikförderung durch das Herrscherhaus. Die Brüder Haddu Khan (Dhrupad-Sänger), Hassu Khan (Khyal-Sänger) und Nathu Khan sollen Anfang des 19. Jahrhunderts den Khyal-Gesangsstil in die heutige Form gebracht und die Gharana gegründet haben. Zu den bekanntesten Khyal-Sängern dieser Gharana gehören Vishnu Digambar Paluskar (1872–1931), der Sänger von Khyals und Bhajans Veena Sahasrabuddhe (1948–2016) und der Sarod-Spieler Amjad Ali Khan (* 1946).
Agra-Gharana
Der Gesangsstil der Agra-Gharana wurde von Dhrupad-Sängern von der mittlerweile verschwundenen Nauhari Bani übernommen. Die womöglich lebendigste Gharana führt ihre Anfänge bis zu Sujjan Khan, einem Hofmusiker Akbars zurück. Tatsächlicher Gründer ist Ghagghe Khudabuksh (1790–1880), indem er Teile des Khyal-Stils aus der Gwalior-Gharana übernahm. Danach wirkte Faiyaz Khan (um 1886–1950) als bedeutendster Sänger stilbildend. Weitere herausragende Sänger dieser Gharana sind Bhaskar Rao Bakhle, dessen Schüler Dilip Chandra Vedi, Yunus Hussain Khan, Latafat Hussein Khan (* 1923), K. G. Ginde (1925–1994) und Shauqat Khan.
Patiala-Gharana
Die Patiala-Gharana aus Patiala in der Provinz Punjab gilt als Zweig der Delhi-Gharana. Die Gründer waren Jasse Khan und sein Sohn Ditte Khan. Ihr Stil wurde aus einer vormaligen Sarangi-Gharana von Bade Ghulam Ali Khan (1902–1968), einem Sänger und Sarangispieler entwickelt. Ende des 19. Jahrhunderts flohen viele Musiker vor den politischen Unruhen in Delhi in den abgelegenen Fürstenstaat Patiala, wo sie Unterstützung durch das Herrscherhaus erhielten. Führende Vertreter dieser Gharana, die für leichte klassische Musik wie Thumri und Bhajan bekannt ist, sind als erster Ajoy Chakrabarty (* 1953) aus Bengalen, Bade Fateh Ali Khan (1935–2017) aus Pakistan, der pakistanische Ghazal-Sänger Ghulam Ali (* 1940), die Sängerin von Khyal und Thumri Lakshmi Shankar (1926–2013), und Raza Ali Khan (* 1962). Die Patiala-Gharana ist der am weitesten verbreitete klassische Musikstil in Pakistan. Auch der im Westen bekannt gewordene Quawwali-Sänger Nusrat Fateh Ali Khan (1948–1997) erhielt seine Ausbildung in dieser Gharana, ebenso wie die beiden Brüder Salamat Ali Khan (1934–2001) und Nazakat Ali Khan, die berühmtesten klassischen Sänger Pakistans.
Kirana-Gharana
Diese Schule pflegt den Khyal-Gesang und bezieht ihren Namen vom Geburtsort eines ihrer Gründer Abdul Karim Khan (1872–1937) in der Nähe von Kurukshetra (Uttar Pradesh), obwohl dieser die meiste Zeit seines erwachsenen Lebens in Miraj in Maharashtra lebte. Sie führt ihre Tradition auf den Vinaspieler (binkar) Bande Ali Khan zurück. Die meisten Musiker aus Karnataka sind Anhänger dieser, von südindischer Musik beeinflussten Gharana. Als weiterer Gründer gilt Abdul Wahid Khan (1871–1949). Bekannte Vertreter sind Bhimsen Joshi, der 1922 in Gadag-Betigeri im Norden dieses Bundesstaates geboren wurde; Hirabai Badodekar (1905–1989), Tochter von Abdul Karim Khan; Roshan Ara Begum (1917–1982), die in Kolkata geboren wurde und 1948 nach Pakistan auswanderte, obwohl dort Khyal-Gesang weniger populär war; Gangubai Hangal (1913–2009), die mit ihrer sehr tiefen, getragenen Stimme einen reinen, traditionellen Gesangsstil pflegte; und Prabha Atre, 1932 in Pune geboren.
Indore-Gharana
Die junge Indore Gharana für Khyal-Gesang wurde von Amir Khan (1912–1974) in seiner Heimatstadt Indore gegründet. Er stammte aus einer Familie von Hofmusikern, sein Vater war Sarangispieler. Sie sollte nicht mit der bekannteren Gharana der Vina-Spieler verwechselt werden.
Benares-Gharana
Sie vertritt den halbklassischen Thumri-Stil. Ihr Gründer aus einer Sarangi-Tradition ist Gopal Mishra. Bekannte Sänger sind seine Enkel Rajan und Sajan Mishra und die Sängerin Girija Devi.
Bhindibazaar-Gharana
Die Bhindibazaar-Gharana des Khyal-Stils, benannt nach einem Stadtteil in Mumbai, wurde um 1890 von Chajju Khan und seinen Brüdern gegründet. Ihr Stil ist von der südindischen Musik beeinflusst. Als der bekannteste Sänger gilt Aman Ali Khan, bei dem die Filmmusiksängerin Lata Mangeshkar eine gewisse Zeit Unterricht nahm.
Mewati-Gharana
Der Gründer dieser Gharana, benannt nach dem Distrikt Mewat in Haryana war Ghagge Nazir Khan aus der dortigen Stadt Hisar. Bekannt wurde die Musikschule erst Mitte des 20. Jahrhunderts durch den reich ornamentierten und eleganten Gesangsstil von Pandit Jasraj (1930–2020). Er und seine Schüler singen überwiegend Bhajans.
Delhi-Gharana
Als ihr Gründer gelten Mamman Khan, auch Sangi Khan. Sie vertritt einen zarten Stil und entstammt der Tradition von Sarangispielern. Zu den Hauptvertretern gehören Nasir Ahmed Khan, Iqbal Ahmed Khan und Chand Khan.
Dhrupad-Gharanas
Die bisher gelisteten Gharanas vertreten überwiegend den Khyal-Stil. Die älteste Dhrupad-Gharana ist die Dagar-Gharana, deren gleichnamiger Stil (Bani) vor allem durch den Hofmusiker Behram Khan (1753–1878) in Jaipur bewahrt und weitergegeben wurde. Ihre Musiker entwickelten an der Herrscherhöfen in Agra, Mathura und in Rajasthan einen Gesangsstil, der den Alap (freirhythmische Eröffnung des Raga) langsam zur Entfaltung bringt. Führende Sänger im 19. Jahrhundert waren Zakiruddin Khan (1840–1926) und Allabande Khan (1845–1927). Zu den „Dagar Brothers“ zählt Zia Fariduddin Dagar (1932–2013); Nasir Moinuddin Dagar (1919–1966) und Nasir Aminuddin Dagar (1923–2000) traten ebenso wie ihre Vorgänger als Duo auf (Duett: Jugalbandhi), Nasir Faiyazuddin Dagar und Nasir Zahiruddin Dagar(1932–1994) bildeten das jüngere Duo. Die „Gundecha Brothers“ aus Ujjain bestehen aus Umakant Gundecha und Ramakant Gundecha.
In Bihar lebt die höfische Darbhanga-Tradition in der Mallik-Familie fort. Gründer der Schule sollen Mitte des 18. Jahrhunderts die Hofmusiker des Nawab von Darbhanga, Radhakrishna und Kartaram gewesen sein. Nach dem Tod von Ram Chatur Mallik (1906–1991) ist Bidur Mallik (* 1936) der älteste Musiker der Familie. Ihr Gesangsstil ist schnell und rhythmusbetont.
Die Bettiah-Gharana (Nauhar- und Khandar-Bani) in derselben Region nahe der nepalesischen Grenze hatte ihre Blütezeit im 19. Jahrhundert. Ihre Entstehung wird mit der Ankunft von Shivdayal Mishra, der seine Ausbildung von Musikern am nepalesischen Königshof erhalten hatte, in Verbindung gebracht. Die Tradition wird innerhalb der Mishra-Familie von Indrakishore Mishra in Bettiah und von Falguni Mishra fortgeführt.
Die Bishnupur-Gharana aus Westbengalen hat den Dhrupad-Gesang im Khandar-Stil aufgegeben.
Bis in die 1930er Jahre war im heute pakistanischen Punjab die Talwandi-Gharana populär. Ihre Familientradition im Khandar-Stil soll sich bis ins 15. Jahrhundert zurückverfolgen lassen. Das Repertoire umfasst muslimische und hinduistische Themen. In Pakistan wird Dhrupad-Musik praktisch nicht mehr gehört, einige Mitglieder der Familie singen nun Khyal. Der in Lahore lebende Hafiz Khan Talvandivale vertritt als einer der wenigen Sänger noch den Dhrupad-Stil.

### Gharanas für Melodieinstrumente
Imdakhani-Gharana
Die Imdadkhani-Gharana, auch Etawah-Gharana, hat eine Ursprungsgeschichte, die mit der eifersüchtigen Geheimhaltungspraxis der Gharanas im 19. Jahrhundert zu tun hat. Die beiden bereits genannten Gründer der Gwalior-Gharana, Haddu Khan und Hassu Khan sollen einen Schüler abgewiesen haben, worauf der sich sieben Jahre lang jede Nacht in den mit Tüchern verhängten großen Vogelkäfig im Zimmer einschließen ließ, um heimlich dem Musizieren der beiden zu lauschen. Eines Tages hörten die Brüder zufällig in der Stadt jemanden in ihrem Musikstil singen, worauf sie diesen musikalischen Jungen namens Sahib Singh als ihren Schüler annahmen. Nach seiner Konversion zum Islam nannte er sich Sahabdad Khan. Er lernte auch Surbahar und lebte später in Etawah (Südgrenze von Uttar Pradesh); sein ältester Sohn war Imdad Khan (1858–1920).
Imdadkhani heißt das Dorf in der Nähe von Agra, wo sich die Familie niedergelassen hatte. Imdad Khan wurde von seinem Vater und später vom berühmten binkar (Vinaspieler) Bande Ali Khan unterrichtet und wurde zu einem der berühmtesten und einflussreichsten Sitar- und Surbahar-Spieler. Zu den Schülern von Imdad gehörten seine beiden Söhne, der Sitarspieler Enayat Khan (1859–1938), der sich in Kolkata niederließ, und dem Surbahar-Spieler Wahid Khan. Der jung verstorbene Enayat hatte zwei Söhne, welche die musikalische Erbschaft mit diesen beiden Instrumenten antraten. Vilayat Khan (um 1928–2004) verbrachte den größten Teil seines Lebens in Kolkata und perfektionierte ein sehr schnelles, leichtes Sitarspiel. Sein jüngerer Bruder Imrat Khan (1935–2018) spielt Sitar und Surbahar.
Weitere Mitglieder dieser Gharana sind Nishat Khan, der älteste Sohn von Imrat Khan; dessen zweiter Sohn Irshad Khan; Budhaditya Mukherjee und Shahid Parvez, beide 1955 geboren.
Indore-Gharana
Die Indore-Gharana, zur Abgrenzung von der Gesangsschule auch Indore Binkar Gharana, ist eine Sitar-Gharana, deren Ursprünge in das Ende des 18. Jahrhunderts zurückreichen sollen. In den 1860er Jahren wurde Bande Ali Khan (1826–1890), der als der größte Vina-Spieler des 19. Jahrhunderts gilt, Musiker am Hof von Indore. Das Vinaspiel wurde nicht von seinen drei Söhnen, die Sarangispieler wurden, sondern von seinen Schülern Wahid Khan und Murad Ali Khan fortgesetzt. Rehmat Khan erlernte das Sitarspiel. Viele Familienmitglieder dieser Gharana lebten über mehrere Generationen in Indore. Für sie sind der Ort und die Abstammungslinie von Bande Ali Khan die beiden Bezugspunkte. Unter den Nachfolgern gibt es auch einige Sänger.
Maihar-Gharana
Sie wird auch nach ihrem Reformer Allauddin Khan (1862–1972) oder nach dessen einstigem Wirkungsgebiet Rampur benannt. Kurz nach dem großen indischen Aufstand von 1857 flohen viele Musiker von Delhi in die Provinzen, einige wurden vom Nawab des kleinen Fürstenstaates Rampur aufgenommen. Ab 1900 zählte auch der aus Kolkata stammende Vinaspieler Wazir Khan (1851–1926) zum Kreis der Musiker um den Herrscher und unterrichtete dort den Sarodspieler Allauddin Khan, auch in den Spieltechniken von Vina, Rabab und Sursingar. Während seiner Zeit in Rampur brachte Allauddin Khan zahlreiche stilistischen Neuerungen in die Maihar-Gharana ein. Ab 1918 lebte er in Maihar im heutigen Madhya Pradesh und gründete dort eine Musikschule. Obwohl die Gharana bis auf Mian Tansen zurückgeführt und deswegen auch als Senia-Gharana bezeichnet wird, gilt die Gharana als eigenständige Gründung von Allauddin Khan. Senia werden allgemein Stilmerkmale genannt, die Tansen oder seiner Umgebung zugeschrieben werden.
Zu seinen Schülern zählen sein Sohn Ali Akbar Khan (1922–2009), seine Tochter, die Surbahar-Spielerin Annapurna Devi (* 1926) und Schwiegersohn Ravi Shankar. Weitere berühmte Namen sind mit der Maihar-Gharana verbunden: der Sitarspieler Nikhil Banerjee (1931–1986); der Flötenspieler Pannalal Ghosh (1911–1960); Sharan Rani (1929–2008), die erste und fast einzige bekannte Sarodspielerin; Aashish Khan (* 1936), Sarodspieler, Sohn von Ali Akbar Khan; und ebenso Bahadur Khan (1931–1989), ein Neffe.
Jaipur-Gharana
Unter diesem Namen lässt sich die vokale Gharana des Gründers Alladiya Khan (1855–1946) verstehen, eine instrumentale Gharana der Nachkommen eines Sohnes von Tansen oder eine Gharana von Kathak-Tänzern. Die deshalb auch als Jaipur-Senia-Gharana bezeichnete Binkar-Musikschule von Vina- und Sitarspielern soll Mitte des 18. Jahrhunderts gegründet worden sein. Zu den historisch der Gharana zuordnenbaren Musikern gehören Barkatulla Khan († 1930); der außergewöhnliche Surbaharspieler Ashiq Ali Khan, Sohn von Muhammad Ali Khan von Jaipur, dessen Khyal-Kompositionen von Vishnu Narayan Bhatkhande notiert wurden; sein Sohn Mustaq Ali Khan (* 1911) hatte in Kolkata Erfolg. Dessen Schüler Debu Chaudhuri und Prateek Chaudhuri sind die derzeit führenden Sitarspieler dieser Gharana. Durch Bimal Mukherjee wurde auch der Sitar-Spieler Subroto Roy Chowdhury von der Jaipur-Gharana beeinflusst.
Bishnupur-Gharana
Im 19. Jahrhundert war die Gharana in der Kleinstadt Bishnupur im heutigen Westbengalen ein kulturelles Zentrum. Die Abstammungslinie wird bis in das 13. Jahrhundert zurück gedehnt und über den jüngsten Sohn von Tansen, Bilas Khan, acht Generationen später auf Bahadur Khan bezogen, der als Gründer der ursprünglichen Gharana für Dhrupad-Gesang gilt. Bahadur Khan wurde im 18. Jahrhundert vom damaligen Raja Raghunath Singh Deo II von Delhi an den Hof von Bishnupur eingeladen. Der berühmte Dhrupad-Sänger der Senia-Gharana spielte Vina, Rubab und Sursingar (eine nicht mehr gebräuchliche Kombination aus Rubab und Rudra Vina). Nachfolger als Hofmusiker wurde sein Schüler, der Hindu Gadadhar Chakraborty. Die folgenden Generationen von Schülern sind widersprüchlich aufgelistet. Eine Schlussfolgerung aus den zeitlichen Ungereimtheiten ergibt, dass der tatsächliche Gründer Ram Shankar Bhattacharya sein dürfte und die angegebene Gründung durch einen Musiker, der von außerhalb kam, einen Prestigegewinn darstellte. Bhattacharya war kein Schüler aus dieser Reihe, wird jedoch von den Musikern der Bishnupur-Gharana hochverehrt. Zu den Besonderheiten der Gharana gehörte, dass vermutlich alle Mitglieder Hindus waren, die Schüler ihren Guru also nach hinduistischer Tradition mit Süßigkeiten und Blumen verehrten, aber nicht das nada bandh als Zeichen der zeremoniellen Verbindung anlegten.
Der Sitarspieler Ramprasanna Banerjee (1870–1928) diente zunächst dem örtlichen Raja und gründete später eine eigene Musikschule. Einer seiner Schüler war Gokul Nag (1908–1983), dessen Sohn Manilal Nag (* 1939) derzeit die Gharana als einer der wenigen Musiker noch vertritt.
Senia-Bangash-Gharana
Diese Gharana spiegelt die Entwicklung der afghanischen Zupflaute Rubab Mitte des 19. Jahrhunderts zur in der nordindischen klassischen Musik verwendeten Sarod. Der Pferdehändler und Musikinteressierte Gulam Bandigi Khan Bangash brachte die Rubab nach Indien. Sein Sohn Gulam Ali Khan wurde ein professioneller Musiker und spielte Dhrupad und andere Stilrichtungen auf der Rubab und der Vina. In Gwalior wurde er Hofmusiker beim Maharaja. Von seinen drei Söhnen war Nanne Khan († 1907) der Jüngste. Der bekannteste Musiker von seinen Söhnen war Hafiz Ali Khan (1882–1972), Sarodspieler am Hof von Gwalior. Der gegenwärtig bekannteste Sarodspieler von dessen Söhnen ist Amjad Ali Khan (* 1946).

### Tabla-Gharanas
Während die Zahl der Gharanas für Saiteninstrumente nicht mit allgemeinem Konsens genau angegeben werden kann, da das Konzept einer Gharana unterschiedlich verstanden wird, werden allgemein sechs Tabla-Gharanas unterschieden. Der Begriff Gharana wurde erst ab dem 19. Jahrhundert und nur in Bezug auf Melodieinstrumente angewandt. Dass auch Tabla-Unterrichtsmethoden und -Stilrichtungen in Gharanas kategorisiert werden, hängt mit der gestiegenen Wertschätzung der indischen Trommeln zusammen, die Anfang des 20. Jahrhunderts von ihrer begleitenden Rolle zum gleichwertigen Partner der melodieführenden Instrumente bei der Aufführung der Ragas geworden sind. Die Familienstrukturen der Tablaspieler wurden ab etwa 1900 Gharana genannt.
Delhi-Gharana
Die älteste Gharana für Tabla wurde vermutlich Anfang des 18. Jahrhunderts durch Sudhar Khan Dhari gegründet, der auch zur Entwicklung des Instruments wesentlich beigetragen haben soll. Zur sechsten Generation des Gründers gehörte Gamay Khan (1883–1958), der bedeutendste Tablaspieler dieser Gharana im 20. Jahrhundert. Sein einziger Sohn hieß Inam Ali Khan (1924–1990), von dessen Söhnen nur einer Tabla spielt. Ein anderer Spross dieser Familie war Natthu Khan (1875–1940). Ein Schüler von Inan Ali hieß Latif Ahmed Khan (1941–1990).
Lucknow-Gharana
Kurz vor der Mitte des 19. Jahrhunderts kamen der Musiker Miyan Bakshu Khan und sein Bruder Modhu Bakshu Khan vermutlich aus der Gegend von Delhi nach Lucknow an den Hof des Nawab. Der Erstere gilt allgemein als Gründer der Lucknow-Gharana, nur über seine Herkunft herrscht keine Einigkeit. Wie bei der Abstammungslinie der Delhi-Gharana waren auch Bakshus Nachkommen alle Schiiten. Beide Familien unterrichteten auch Sunniten. Ein bekannter sunnitischer Schüler von Bakshu war Haji Vilayat Ali Khan, der im Dorf Farrukhabad (im Westen von Uttar Pradesh) eine eigene Gharana gründete.
Bekannte Tabla-Spieler sind Abid Hussain (1867–1936), der – ungewöhnlich für einen Tablaspieler seiner Zeit – zu Reichtum kam. Er war einer der drei Söhne von Mammad Khan († um 1879); ein anderer war Munne Khan († 1890); Wajiid Hussain (1900–1980), Sohn des älteren Bruders von Abid Hussain und dessen begabtester Schüler. Afaq Hussain (1930–1990) war der Sohn von Wajid Hussein.
Farukhabad-Gharana
Der eben erwähnte Haji Vilayat Ali Khan führte in die Farukhabad-Gharana einen Stil ein, der eine große klangliche Bandbreite und mit beiden Händen die gleiche vielfältige Schlagtechnik einschließlich Gleiten mit dem Handballen (meend) beinhaltet. Als geschätzter Komponist und Spieler wurde er Hofmusiker in Rampur. Vom Gründer wurde die Tradition in der Familie über die nachfolgenden Söhne Masit Khan, Keramatullah Khan (* 1918), Sabir Khan bis Arif Khan weitergegeben. Pandit Chaturlal (1925–1965), der ältere Bruder des Sarangispielers Ram Narayan, war der erste Tablaspieler, der mit Ravi Shankar und Ali Akbar Khan ab den 1950er Jahren im Westen Konzerte gab. Weitere Vertreter sind Shamsuddin Khan (1880 oder 1890–1967); Jnan Prakash Ghosh (1912–1987); Kamai Dutta; Nikhil Ghosh, dessen Lehrer Ahmedjan Thirakwa (1892–1976) war; Shyamal Bose und die Jüngeren: Anindo Chatterjee, Sanjoy Mukherjee und Bickram Ghosh.
Benares-Gharana
Die Gründung der Gharana wird Pandit Ram Sahai (1780–1826) zugeschrieben. Er erhielt seinen ersten Unterricht in Lucknow von Modhu Bakshu Khan, mit 17 Jahren kehrte er wieder nach Benares (Varanasi) zurück. Typisch für den Stil sind Schläge mit der flachen Hand, während in Delhi überwiegend mit den einzelnen Fingerspitzen gespielt wird. Baldev Sahai (* 1872), der Sohn von Bhairav Sahai, erhielt 1924 eine Einladung vom König von Nepal, wo er sich niederließ. Bekannte Vertreter sind Sharda Sahai, Kanthe Maharaj (1880–1961), Kishan Maharaj (1923–2008), Kumar Bose und Shamta Prasad.
Punjab-Gharana
Die bekannte und große Gharana wurde vermutlich von Kader Baksh oder seinem Vorgänger Lala Bhavanidas im 19. Jahrhundert gegründet. Der führende Vertreter um 1900 war Fakir Bakhsh, gefolgt von seinem Sohn Kadir Bakhsh II (* 1902 in Lahore), dem Lehrer von Alla Rakha (1919–2000). Dessen Söhne sind Zakir Hussain (1951–2024), Fazal Qureshi (* 1961) und Taufiq Qureshi (* 1962). Weitere Tablaspieler dieser Schule sind Shaukat Hussain Khan (1930–1995) aus Lahore, ebenso Schüler von Kadir Bakhsh II; Khalifa Akhtar Hussain Khan (1947–2001); Altaaf Hussain „Tafo“ Khan (* 1945) und Abdul Sattar „Tari“ Khan (* 1953).
Ajrada-Gharana
Die Gharana ist eng verwandt und vermutlich ein Spross der Delhi-Gharana, als Gründer gelten die Brüder Kallu Khan und Miru Khan aus dem Ort Ajrada bei Merath. Sie ist weniger bekannt als die anderen. Die Gharana wird vertreten durch Habibudin Khan († 1972), Hamzmat Khan, Ramzan Khan und Sudhirkumar Saxena (1923–2007).

### Tanz-Gharanas
Die Abgrenzung in Gharanas ist innerhalb der einzelnen Tanzgattungen unterschiedlich ausgeprägt, die unverwechselbaren Merkmale verschwinden insgesamt wie bei den Musik-Gharanas allmählich. Beim Odissi-Tanzstil werden einige Gharanas nach bekannten Tanzlehrern benannt. Beim Manipuri werden seit der Mitte des 20. Jahrhunderts zwei Gharanas unterschieden: der alte Stil von Amubi Singh in Imphal und die Entwicklung von neuen Kompositionen und Choreografien durch Bipin Singha (1918–2000) in Mumbai.
Kathak-Gharanas
Nur beim Kathak existieren mit den Namen ihrer Zentren vier verschiedene Gharanas, die sich zur Zeit der Fürstentümer an den einzelnen Herrscherhäusern gebildet haben. Die Lucknow-Gharana soll von Thakur Prasad am Hof des letzten Nawabs des Fürstenstaates Avadh, Wajid Ali Shah, in Uttar Pradesh während dessen Regierungszeit von 1847 bis 1856 ins Leben gerufen worden sein. Es ist die bekannteste Schule dieses Tanzstils. Bindadin Maharaj († 1918) und sein jüngerer Bruder Kalka Prasad († um 1910) prägten den heutigen Stil des Kathak und waren die im 19. Jahrhundert am meisten verehrten Tänzer.
Der feine Ausdruckstanz von Lucknow steht im Gegensatz zu der mehr auf Technik und schnelle Fußarbeit setzenden Jaipur-Gharana. Diese Tradition entwickelte sich an den Herrscherhäusern von Hindus im 18. Jahrhundert, als die Kachchwaha-Rajputen in Jaipur herrschten. Als Begleitinstrument wird häufiger als anderswo die Pakhawaj gespielt.
Die Benares Gharana ist eine Abspaltung der Jaipur-Gharana. Sie wird auch nach ihrem Gründer Janaki Prasad, der bei Bikaner geboren wurde benannt. Er zog mit einigen Familienmitgliedern nach Benares, wo sie weitere Tänzer um sich scharten. Schüler von Janaki Prasad gingen später an den Hof des Maharajas von Bikaner zurück. Die Wüstenstadt ist heute ein Zentrum dieser Tanzschule.
Anfang des 20. Jahrhunderts etablierte sich im Fürstenstaat Raigarh im heutigen Bundesstaat Chhattisgarh aus einer Mischung der bisherigen ein neuer Tanzstil, der als Raigarh-Gharana bezeichnet wird. Der Maharaja Chakradhar Singh (1905–1947) hatte mehrere Tänzer und Tablaspieler aus Jaipur, Lucknow und anderswo an seinen Hof geladen, deren Schüler den heute weniger bekannten Stil an der dortigen Musikschule unterrichten.